# Adolph Bull
Otto Adolph Emil Bull (født 8. maj 1813 i Aarhus,død 18. juni 1874) var en dansk litograf og korttegner.
Adolph Bull var søn af major Hans Bull. Han uddannede sig som litograf under kaptajn Henckells vejledning og blev 1857 medejer af det Bærentzenske lithografiske Institut. Bull var navnlig korttegner og har foruden et skoleatlas, som han udgav sammen med med Friedenreich, udgivet et atlas over Danmark i 19 blade i målestoksforholdet 1/96000.